# 成瀬正一 (フランス文学者)

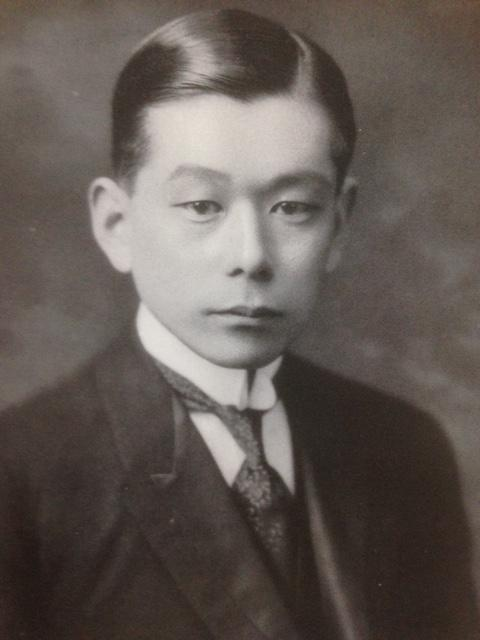
成瀬正一

成瀬 正一（なるせ せいいち、1892年4月26日 - 1936年4月13日）は、日本のフランス文学者。ロマン・ロランの翻訳・紹介を行った。大学卒業後まもなく創作から研究の道に転じ、九州帝国大学法文学部教授として仏蘭西浪漫主義思想を専門とした。43歳で病死したが、この時代の良き知識人として、後世の文学や美術研究に大いに寄与した。パリ留学中の1921年、松方幸次郎のアドバイザーとして松方コレクション（国立西洋美術館）の絵画彫刻の蒐集購入に協力した。

## 生誕から大学卒業まで（1892年-1916年）

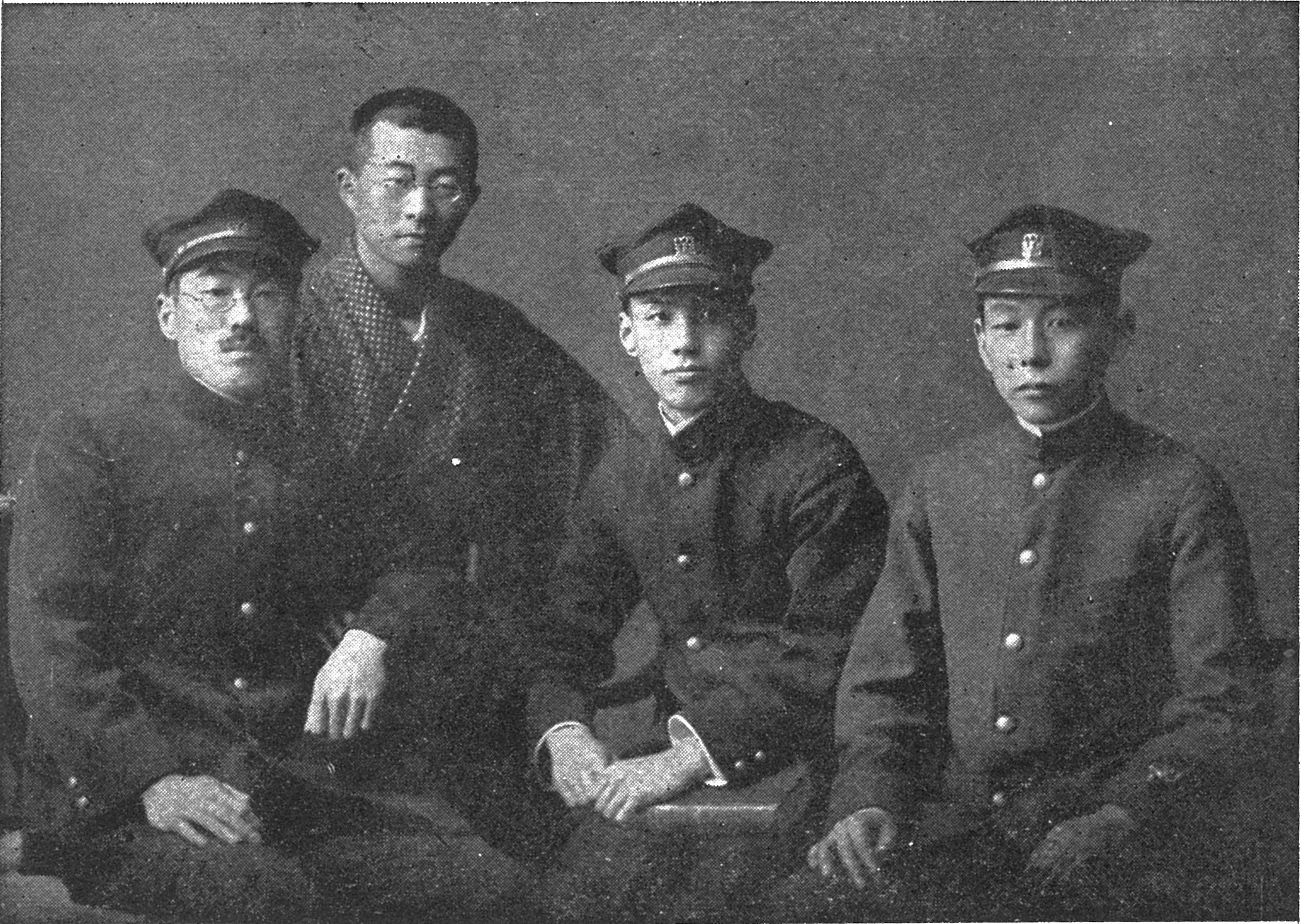
東京帝国大学を卒業する1916年（大正5年）頃の第4次『新思潮』のメンバー。成瀬正一は一番右、その左は芥川龍之介、次いで松岡譲、一番左が久米正雄。

成瀬正恭（十五銀行頭取）の長男として、神奈川県横浜市に生まれる。
麻布中学校、第一高等学校を経て東京帝国大学文科大学英文科卒業。大学在学中に芥川龍之介、久米正雄、菊池寛、松岡譲と第4次『新思潮』を創刊する。成瀬は同人中、夏目漱石の最も熱烈な崇拝者であり、木曜会にも出席して漱石門下に連なっている。菊池の一高退学以降、菊池の学費や生活の工面を成瀬の父親が世話しており、菊池の小説「大島ができる話」のモデルとなったのは成瀬の母親の峰子である。芥川と時を同じくして『ジャン・クリストフ』を読み、ロマン・ロランと彼の平和主義を敬愛しロランと文通するようになる。大学卒業直前に、芥川、久米、松岡の協力を得てロラン著『トルストイ』を翻訳出版した。

## 米国留学と欧州での経験（1916年-1918年）
1916年、卒業後まもなく渡米。コロンビア大学大学院に籍を置くが、多くの時間を執筆活動、美術館通い（メトロポリタン美術館、ブルックリンミュージアム、ヒスパニック・ソサエティー・オブ・アメリカ）や劇場通いに費やした。美術館ではシャヴァンヌ、ゴヤ、ミレーなど当時の日本では見られない実物に接し、その感激を『新思潮』の仲間に書き送った。この頃養われた鑑賞眼が5年後パリにおける松方コレクション収集時に役立つことになる。地元紙 "The New York World" に"My First Night in New York"を寄稿した。友人Waldo Frankの求めに応じて雑誌 "The Seven Arts" に英文のエッセイ "Young Japan" を執筆した。明治維新後、突然大量に流入した西洋文化に戸惑う日本の知識人について書かれている。The Seven Artsは当時戦争賛美の世相の中で平和主義を貫いた数少ない雑誌だった。この時期に『フロリダ行き』と『カナダの旅行』を書いた。『フロリダ行き』には、アメリカ南部を旅する日本人など稀有であった時代に目撃した人種差別や、まさに第一次世界大戦参戦前夜の米国特有の世相が活写されている。1918年3月、ドイツUボートによる攻撃の危険を冒して欧州に渡る。戦火のパリ、リヨンを経てスイスに入り、ジュネーヴ レマン湖の小島ではジャン・ジャック・ルソー（後年、成瀬の研究の対象となる）の像に遭遇した。7月、ヴェルヌーヴに亡命中のロランに会い3週間を共に過ごす。2人は洋の東西の文学、文化、社会状況について語り合い、約20年後の太平洋戦争勃発を予言した。成瀬の一言一句は、ロラン著「戦時の日記」(『ロマン・ロラン全集』第30巻 戦時の日記III 1916.11～1918.3 みすず書房 1952）に詳しく書かれている。成瀬はこの時の経験を『ロオランとの三週間』や『瑞西の旅』2に書き、第一次世界大戦の勝利を祝うパリを経由して帰国の途に就いた。帰国後まもなく小説家の道を断念し、仏文学研究をライフワークとする。

## パリでの生活（1921年-1925年）
1919年、川崎福子（川崎正蔵の孫、川崎芳太郎の長女）と結婚。1921年、福子を伴ってパリに居を移し、4年の長きにわたり、ソルボンヌ（旧パリ大学の文学部）や文学サロンにおいて、また個人教師によって、仏蘭西浪漫主義思想の研究に没頭した。この間研究対象とした膨大な書物は現在も九州大学附属図書館内成瀬文庫（2138冊）に見ることができる。パリ生活の初期、1921年の春から年末にかけて、川崎家を通して予てよりの知己である松方幸次郎の絵画彫刻の蒐集購入に協力した。松方のベルネーム・ジューヌやディラン・リュエル等のパリ画廊画商めぐりに、時には矢代幸雄と共に、屡々同行し、特にクールベとギュスターブ・モローの作品購入を勧めた。福子は当地の人気画家ジョルジュ・デスパニャに師事していたので、デスパニャの作品が松方コレクションに数多く収蔵されているのはこの事と関係があるのかもしれない。パリ郊外ジベルニーのモネ邸には、妻の福子、松方幸次郎、黒木三次・竹子（松方の姪）夫妻、坂崎坦（美術史家）などを伴って80歳を超えたクロード・モネを訪れ、モネの長男の妻ブランシュ・オシュデや次男ミッシェルとも親交が深かった。松方を伴った初回、福子と竹子は振袖姿で訪問したというエピソードもある。1923年には、福子とジョルジュ・クレマンソーと共にヌイイの病院に白内障の手術のため入院していたモネを見舞った。

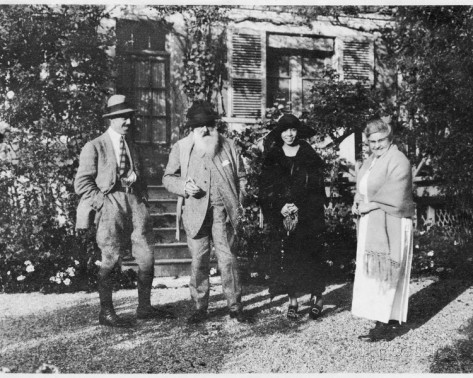
1921年 ジベルニーにて成瀬正一撮影。向かって左からミッシェル・モネ、クロード・モネ、成瀬福子、ブランシュ・オシュデ・モネ

成瀬はレオンス・ベネディット（Léonce Bénédite: リュクサンブール美術館長、後のロダン美術館長）とも懇意で、ベネディットから直接ロダン作ヴィクトル・ユゴーの石膏像を購入したが、この像は第二次大戦の戦後混乱時に東京で所在不明となった。1925年、九州帝国大学での教職に就くべく、4年間のパリ留学を終え帰国した。

## 九州大学教授時代（1925年-1936年）
法文学部教授として、フランス文学史と18,19世紀浪漫主義思想を教えた。対象は、ジャン・ジャック・ルソー、シャトーブリアン、ヴィクトル・ユゴー、ゴーチエ、フローベール、モンテスキュー等であった。各小説、戯曲、詩歌などは、作者の人物像や生い立ち、時代的背景から入り、原文にあたって講義された。このよく準備された丁寧な授業は、長年に渡る研究がまとめられた数十冊の講義形式のノートによるもので、これは成瀬の死後『仏蘭西文学研究』第1輯・第2輯として出版された。仏文学と英文学の作品を比較研究し、比較文学という新ジャンルを開拓しつつあった。学生時代からの魚釣りの趣味は、川釣りにも海釣りにも適したこの福岡の地でプロ級となり、春夏秋冬詳細につけていた日記は、死後、『釣魚日記』として雑誌「釣の研究」に5年にわたって掲載された。

## 3度目のパリ滞在（1935年）
教職に就いて10年目の1935年、カーン財団（アルベール・カーン）からの奨学金を得て、8か月間パリに留学した。研究テーマは、「バイロン卿のフランス浪漫主義に対する影響」であった。公的行事出席の予定もあり、5月、ソルボンヌの大講堂で「モンテーニュと東洋の悟道」と題する講演を行った。内容は、モンテーニュの無私の心と兼好法師のそれとの類似性である。ヴィクトル・ユゴー五十年忌の祭典には日本代表として出席した。ロマン・ロランに会う予定は日程の都合上実現しなかったが、妻福子への手紙（1935年9月5日付）には、ロランの新婚の夫人へのおみやげを心配する件りがある。帰国後は体調がすぐれなかった。鹿児島への最後の家族旅行の後、1936年4月13日に脳溢血のため急逝し、妻と3人の子供が残された。仏文学者、比較文学者としての後継者は九大での教え子の大塚幸男である。大塚は後年福岡大学教授として多くの著作を残している。

## 著作
- ロマン・ロラン『トルストイ』（翻訳）、ギルバート・カナンによる英訳版からの訳、新潮社 1916年3月（芥川龍之介、久米正雄、菊池寛、松岡譲との共訳だが成瀬名義）
- 『ロオラン氏の手紙』第四次新思潮、第一年第四号 1916年6月
- 『航海』（小説）第四次新思潮、第一年第九号 1916年11月
- 『紐育より』（一）～（四）（通信文）第四次新思潮、第一年第九号 1916年11月 ～ 第四次新思潮、第二年第二号、1917年3月
- 『創作に於ける個人性と文芸批評』（評論）第四次新思潮、第二年第二号 1917年3月
- 『Young Japan』（評論）The Seven Arts (pp.616–26), April 1917,http://themargins.net/bib/D/d24.html
- 『若き日本』（『Young Japan』の和訳、「香川大学国文研究」第四十四号 pp.22-29 2019年9月
- 『フロリダ行き』（紀行文）帝国文学 第二三巻第六号 1917年12月
- 『カナダの旅行』（紀行文）帝国文学 第二四巻第二号 1918年2月
- 『ロオランとの三週間』（随筆）時事新報 1919年1月11日-12日
- 『瑞西の旅』1（随筆）中央公論 第三四巻第四号 1919年4月
- 『ある夏の午後 ロオランとの一日』（随筆）新潮 第三〇巻第五号 1919年5月
- 『瑞西の旅』2（随筆）人間 第二巻第二号 1920年4月
- 『ロマン・ロオランの印象―ロオランの宿』（随筆）中央文学 1921年2月号
- 『ロマン・ロラン研究』第四十号 1958年11月[10]
- 『釣魚漫談』（随筆）福岡日日新聞 1928年6月18日
- 『新フランス文学』（新刊紹介 書評）東京朝日新聞 1930年12月5日
- 『旅の随筆』（随筆）九大文化 1932年3月
- 『十八世紀に於ける文芸サロン』（論文）文学研究 第二号 第三号 1932年10月30日、1933年2月25日
- 『新旧両派の文芸論争』（論文）文学研究 第七号 1934年1月31日
- “Montaigne et la Sagesse d'Extrême-Orient",Université de Paris,Institut d'Etudes japonaises,Travaux et Conférences, Fascicule II, 1935
- 『モンテーニュと東洋の悟道』（論文）文学研究 第十六号 1936年7月28日
- 『釣魚日記』（日記 1927年1月～1934年12月）「釣の研究」1937年11月-1942年9月
- 『仏蘭西文学研究』第1輯、白水社 1938年5月 故成瀬正一教授記念事業委員会編
- 『仏蘭西文学研究』第2輯、白水社 1939年10月 故成瀬正一教授記念事業委員会編

## 家族
- 妻：成瀬福子（旧姓 川崎）は、川崎正蔵の孫で、川崎芳太郎（川崎造船所副社長）の長女。
- 子供：村上光子（長女）は、俳人で『馬酔木』同人。成瀬不二雄（二男）は、江戸時代の洋風画研究者で大和文華館副館長）。
- 弟：成瀬正二は、軍人で航空魚雷の開発者。